# Helle Hirsch
Ne pas confondre avec la résistante Hella Hirsch (1921-1934).
Pour les articles homonymes, voir Hirsch.
Helmut « Helle » Hirsch (né le 27 janvier 1916 à Stuttgart, mort le 4 juin 1937 à Berlin) est un résistant allemand au nazisme.

## Biographie
Helmut Hirsch naît avec la citoyenneté américaine. Ses parents, des Allemands juifs, avaient obtenu la citoyenneté américaine après avoir vécu plusieurs années aux États-Unis, mais l'ont perdue lors de la Première Guerre mondiale. Ils étaient revenus à Stuttgart en 1910. Hirsch grandit à Stuttgart et passe son abitur au Dillmann-Gymnasium. À l'âge de 15 ans, il rejoint la patrouille de Helmut Haug, dit schnipp, à Stuttgart dans le dj.1.11, où il connaît des influences importantes. Cette organisation est interdite en 1933 après l'arrivée au pouvoir des nazis. Après que les juifs sont interdits d'étudier dans une université allemande à l'été 1935 en raison des lois de Nuremberg, Hirsch émigre à Prague à l'automne de la même année, où il commence à étudier l'architecture. Il reste en contact avec les amis de Stuttgart du dj.1.11 désormais interdit.
À Prague, à la suggestion d'Eberhard Koebel, Hirsch entre en contact avec le Front noir fondé par le dissident nazi Otto Strasser. Strasser et Friedrich Beer-Grunow, le chef de l'organisation du Front noir, tentent de persuader Hirsch de prendre une part active à la résistance contre l'État nazi. Hirsch était censé commettre un attentat en Allemagne afin d'éveiller les Allemands et à l'étranger. Ils lui expliquent également que le traitement futur des Juifs dans une Allemagne révolutionnée par le Front noir dépendrait de son comportement. Après une première hésitation, Hirsch accepte de commettre un attentat à la bombe contre un pilier du gradin du rassemblement du parti nazi à Nuremberg le 24 décembre 1936. Hirsch insiste sur le fait que l'explosion ne mettrait pas en danger la vie humaine, seul un symbole du régime nazi sera touché. Hirsch commence son voyage à Nuremberg le 20 décembre en train. Il fait escale à Stuttgart, il donne une fausse adresse et prend une chambre près de la gare à l'hôtel Pelikan. Mais dès le lendemain, le 21 décembre 1936, il y est arrêté par la Gestapo de Stuttgart. Les informateurs du Front noir ont suivi pratiquement tous les mouvements de Hirsch. L'attentat à la bombe prévu à Nuremberg ne s'est pas concrétisé, car le porteur de la bombe s'est rendu à la police après avoir traversé la frontière depuis la Tchécoslovaquie. Les circonstances exactes de l'arrestation de Helle Hirsch, c'est-à-dire qui l'a fait connaître à la Gestapo, ne sont pas claires.
Le 8 mars 1937, Hirsch est condamné à mort par le Volksgerichtshof à Berlin pour « avoir préparé une acte de grande trahison dans des circonstances aggravantes », contre « le NSDAP, le peuple allemand et l'État ». La famille Hirsch manifeste pour lui sauver la vie. Les journaux tchécoslovaques et américains ainsi que la presse allemande en exil rendent compte de l'affaire. À la demande de la famille, les États-Unis rendent la citoyenneté américaine à Hirsch. William Dodd, l'ambassadeur américain, intercède personnellement auprès d'Adolf Hitler, mais le Führer rejette la demande de grâce. Hirsch est exécuté à la guillotine le 4 juin 1937 à la prison de Plötzensee. Il est le premier citoyen américain à être exécuté par les nazis.
Après son exécution, Hirsch est utilisé par la Gestapo et la Volksgerichtshof comme un exemple pour l'attitude séditieuse des Bündische Jugend et notamment par dj.1.11. En 1938, par exemple, dans l'acte d'accusation contre un autre membre d'un groupe illégal de jeunes, le procureur du Reich assimile Hirsch parmi les 150 garçons.
Le 8 mai 2007, une Stolpersteine est posée devant la maison des parents de Hirsch, Seestraße 89, au nord de Stuttgart.